# Friederike Seidl

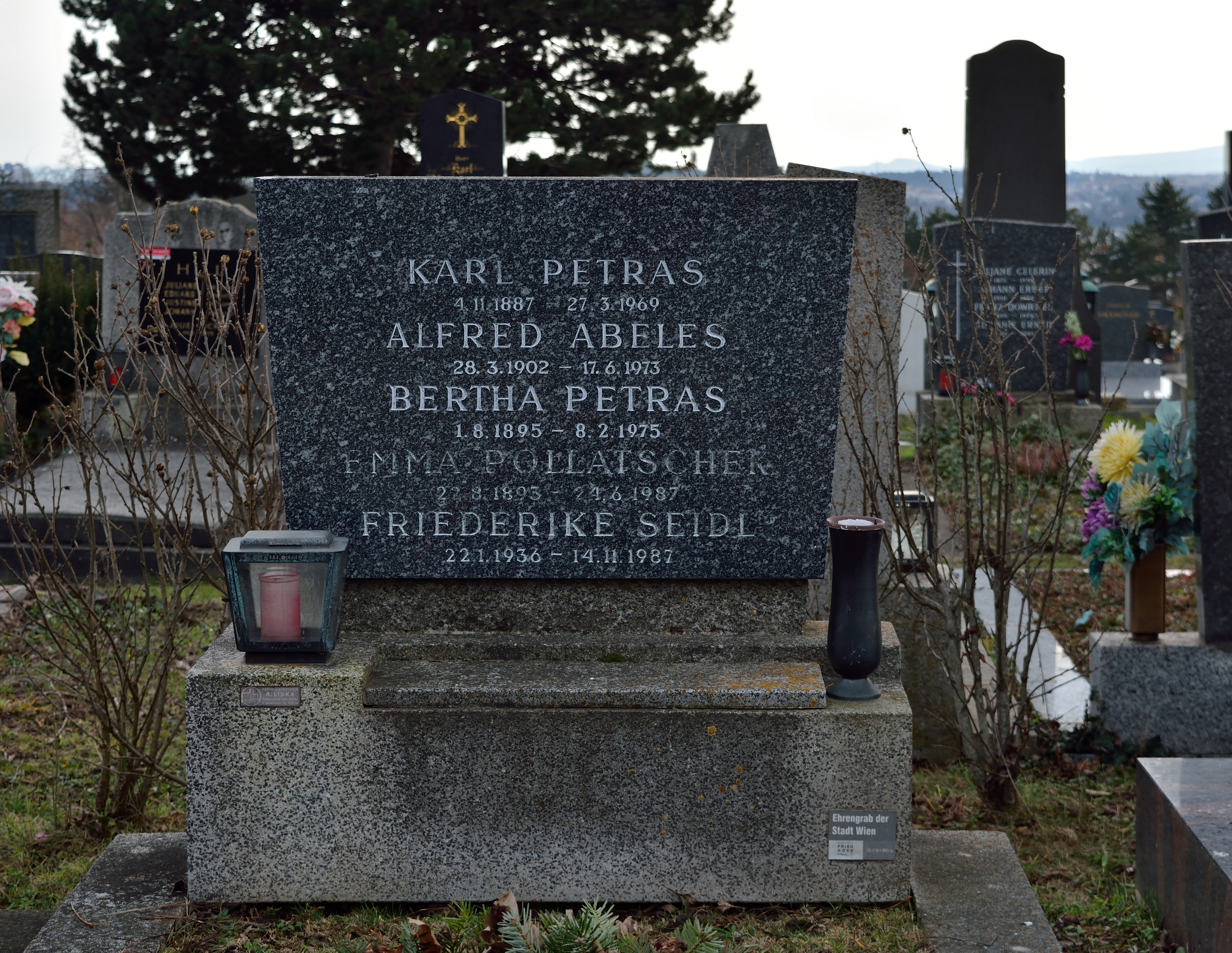
Ehrengrab von Friederike Seidl auf dem Baumgartner Friedhof im Wiener Gemeindebezirk Penzing

Friederike Seidl (* 22. Jänner 1936 in Wien; † 14. November 1987 ebenda) war eine österreichische Politikerin (SPÖ).
Seidl erlernte den Beruf der Bürokauffrau und arbeitete ab 1953 im Hauptverband der Sozialversicherungsträger, wo sie vor ihrer Wahl zur Stadträtin eine leitende Funktion im Personalwesen innehatte. Seidl engagierte sich bereits in ihrer Jugend in der Sozialdemokratischen Partei und schloss sich 1952 der Sozialistischen Jugend an. In der Folge war Seidl in der Frauenorganisation der SPÖ aktiv und wurde 1961 zur Vorsitzenden des Bezirksfrauenkomitees in ihrem Heimatbezirk Margareten gewählt. 1967 wurde sie Mitglied des Wiener Frauenkomitees, 1982 stieg sie zur Vorsitzenden der Wiener SPÖ-Frauen und zur Stellvertreterin der Bundesfrauenorganisation auf. 1983 wurde sie zudem Vizepräsidentin der Krankenfürsorgeanstalt.
Ihr erstes politisches Mandat nahm Seidl 1969 an. Sie wurde am 6. Juni 1969 als Abgeordnete zum Wiener Landtag und Mitglied des Wiener Gemeinderats angelobt, dem sie bis zum 27. Mai 1983 angehörte. Seidl wurde am 27. Mai 1983 zur Amtsführenden Stadträtin für 	Personal, Rechtsangelegenheiten und Konsumentenschutz in der Landesregierung Gratz IV gewählt, sie gehörte auch der Folgeregierung Zilk I an. Seidls politischer Schwerpunkt lag in der Frauenpolitik. Sie arbeitete ein Frauenförderungsprogramm für den Gemeindedienst aus und verbesserte damit die Aufstiegschancen für Frauen wesentlich. Der Europarat bezeichnete Seidls Programm in der Folge als beispielgebend.
Seidl verstarb kurz vor dem Ende der Amtsperiode Zilk I. Nach ihrem Tod wurde Seidl auf dem Baumgartner Friedhof (Gruppe 21, Nummer 78) bestattet. Die 1989 bis 1991 errichtete Wohnhausanlage in der Viktor-Christ-Gasse 15–17 (Wien-Margareten) wurde nach ihr in Friederike-Seidl-Hof benannt.